# Drehimpuls (Quantenmechanik)
Der quantenmechanische Drehimpuls ist eine Observable in der Quantenmechanik. Sie ist vektorwertig, das heißt, es existieren drei Komponenten des Drehimpulses entsprechend der drei Raumrichtungen. Im Gegensatz zur klassischen Physik kann in der Quantenmechanik zwischen zwei Arten des Drehimpulses unterschieden werden: Bahndrehimpuls und Spin (Eigendrehimpuls). Während der Bahndrehimpuls das quantenmechanische Analogon zum klassischen Drehimpuls ist, besitzt der Spin keine Entsprechung in der klassischen Physik. Bahn- und Eigendrehimpuls entstammen von der physikalischen Sichtweise her unterschiedlichen Gegebenheiten und folgen leicht unterschiedlichen physikalischen Gesetzen, besitzen aber dieselbe mathematische Struktur.
In der Quantenmechanik ist der Drehimpuls immer quantisiert, das heißt, wenn ein physikalisches System einen bestimmten Drehimpuls besitzt, kann dieser nur diskrete Werte annehmen. Dies gilt sowohl für den Betrag als auch für die Komponenten. Diese Werte werden durch Quantenzahlen beschrieben und sind ganz- oder halbzahlige Vielfache der reduzierten Planck-Konstante {\displaystyle \hbar }.
Eine Besonderheit des Drehimpulses ist, dass seine Komponenten inkommensurabel sind, also nicht gleichzeitig gemessen werden können. Es ist daher nicht möglich, dass gleichzeitig zwei Komponenten des Drehimpulses mit festen Quantenzahlen vorliegen. Hingegen sind der Betrag des Drehimpulses und eine beliebige Komponente gleichzeitig messbar.
In der Quantenmechanik korrespondieren zu Observablen immer hermitesche Operatoren. Im Fall des Drehimpulses heißt dieser Operator Drehimpulsoperator. Aus der Definition und den Eigenschaften des Drehimpulsoperators folgen die Eigenschaften des quantenmechanischen Drehimpulses.

## Definitionen

### Drehimpulsoperator
Ein Operator {\displaystyle {\vec {J}}} heißt Drehimpulsoperator, wenn er der Drehimpulsalgebra gehorcht. Das bedeutet, seine Komponenten erfüllen die Kommutatorrelationen
{\displaystyle [J_{i},J_{j}]=J_{i}J_{j}-J_{j}J_{i}=\mathrm {i} \hbar \varepsilon _{ijk}J_{k}},
wobei {\displaystyle \varepsilon _{ijk}} das Levi-Civita-Symbol ist und die Einsteinsche Summenkonvention verwendet wird, sodass über mehrfach auftretende Indizes summiert wird. Das Levi-Civita-Symbol ist somit die Strukturkonstante der Drehimpulsalgebra. Diese Bedingung wird erfüllt von den beiden isomorphen Algebren {\displaystyle {\mathfrak {su}}(2)} und {\displaystyle {\mathfrak {so}}(3)}, also der Lie-Algebra zur zweidimensionalen speziellen unitären Gruppe und der Lie-Algebra zur dreidimensionalen speziellen orthogonalen Gruppe.
Da die verschiedenen Komponenten des Drehimpulses nicht kommutieren, sind sie inkommensurabel. Das Quadrat des Drehimpulsoperators
{\displaystyle J^{2}=J_{x}^{2}+J_{y}^{2}+J_{z}^{2}}
hingegen kommutiert mit allen Komponenten
{\displaystyle [J^{2},J_{j}]=\mathrm {i} \hbar \varepsilon _{ijk}(J_{i}J_{k}+J_{k}J_{i})=0}
und ist somit gleichzeitig mit einer beliebigen Komponente messbar. In der Regel wählt man das Koordinatensystem so, dass {\displaystyle J^{2}} und {\displaystyle J_{3}} angegeben werden.
Die entsprechenden Eigenzustände des Drehimpulsoperators heißen Drehimpulseigenzustände. Sie können durch die Eigenwerte zu {\displaystyle J^{2}} und {\displaystyle J_{3}} charakterisiert werden. Man definiert einen Zustand mit den beiden Quantenzahlen {\displaystyle j} und {\displaystyle m}, die die beiden folgenden Eigenwertgleichungen erfüllen:
{\displaystyle {\begin{aligned}J^{2}|jm\rangle &=\hbar ^{2}j(j+1)|jm\rangle \\J_{3}|jm\rangle &=\hbar m|jm\rangle \end{aligned}}}
{\displaystyle j} heißt Drehimpulsquantenzahl, {\displaystyle m} heißt Magnetische Quantenzahl.

### Leiteroperatoren
Aus dem Drehimpulsoperator lassen sich die zueinander adjungierten Leiteroperatoren {\displaystyle J_{\pm }} konstruieren, die durch
{\displaystyle J_{\pm }=J_{x}\pm \mathrm {i} J_{y}}
definiert sind. Ihre Kommutatorrelationen sind
{\displaystyle [J_{3},J_{\pm }]=\pm \hbar J_{\pm }} und {\displaystyle [J_{+},J_{-}]=2\hbar J_{3}}.
Insbesondere sind die Zustände {\displaystyle J_{\pm }|jm\rangle } weiterhin Eigenzustände von {\displaystyle J^{2}} und {\displaystyle J_{3}}. Sie sind die Eigenzustände zu derselben Drehimpulsquantenzahl, aber zu verschiedenen magnetischen Quantenzahlen, denn
{\displaystyle {\begin{aligned}J^{2}J_{\pm }|jm\rangle &=J_{\pm }J^{2}|jm\rangle =\hbar ^{2}j(j+1)J_{\pm }|jm\rangle \\J_{3}J_{\pm }|jm\rangle &=(J_{\pm }J_{3}\pm \hbar J_{\pm })|jm\rangle =\hbar (m\pm 1)J_{\pm }|jm\rangle \end{aligned}}}.
Es folgt also
{\displaystyle J_{\pm }|jm\rangle =c_{\pm }|j,m\pm 1\rangle }
mit den Normierungskonstanten {\displaystyle c_{+}} bzw. {\displaystyle c_{-}}. Die Leiteroperatoren erhöhen oder verringern daher die magnetische Quantenzahl des Zustands um Eins. Aufgrund der Relation
{\displaystyle J^{2}=J_{+}J_{-}+J_{3}^{2}-\hbar J_{3}}
folgt
{\displaystyle c_{\pm }=\hbar {\sqrt {j(j+1)-m(m\pm 1)}}}.

### Bahndrehimpuls
Eine Möglichkeit zur Realisierung der Drehimpulsalgebra ist der Bahndrehimpuls. Der Bahndrehimpulsoperator {\displaystyle {\vec {L}}} ist definiert durch
{\displaystyle {\vec {L}}={\vec {r}}\times {\vec {p}}},
wobei {\displaystyle {\vec {r}}} der Ortsoperator und {\displaystyle {\vec {p}}} der Impulsoperator sind. Der Bahndrehimpuls folgt damit dem Korrespondenzprinzip, nach dem zu den klassischen Observablen die in der Quantenmechanik gültigen Operatoren zu formulieren sind. Für den Operator des Bahndrehimpulses gilt, wie für den klassischen Drehimpuls auch, dass er zum Ortsvektor und zum Impulsvektor orthogonal steht:
{\displaystyle ({\vec {L}}\cdot {\vec {r}})=({\vec {L}}\cdot {\vec {p}})=0}

### Eigendrehimpuls
Der Eigendrehimpuls ergibt sich in der Quantenmechanik, da zusätzlich zum Bahndrehimpuls weitere Operatoren in der Lage sind, die Drehimpulsalgebra zu erfüllen. Der Betrag des Eigendrehimpulses ist eine fundamentale, d. h. unveränderliche Eigenschaft eines Teilchens, die aus seinem Verhalten unter Lorentz-Transformationen hervorgeht. Da der Spin kein klassisches Analogon besitzt, kann er nicht aus dem Korrespondenzprinzip hergeleitet werden, sondern es werden Spinoperatoren {\displaystyle {\vec {S}}} eingeführt, die die Drehimpulsalgebra erfüllen. Die Form des Spinoperators wird durch die Darstellung der Lorentz-Gruppe beeinflusst, unter der sich das Teilchen bei Lorentz-Transformationen transformiert und ist immer eine Darstellung der Lie-Algebra {\displaystyle {\mathfrak {su}}(2)}. Im Gegensatz zum Bahndrehimpuls steht der Spin nicht notwendig orthogonal zum Orts- und Impulsvektor.

## Eigenschaften

### Spektrum und Quantisierung
Das Eigenwertspektrum des Drehimpulsoperators ist diskret, das bedeutet, der Drehimpuls ist quantisiert. Die Quantenzahlen {\displaystyle j} und {\displaystyle m} müssen verschiedene Bedingungen erfüllen.
Da für jeden hermiteschen Operator {\displaystyle O} und jeden beliebigen Zustand {\displaystyle |\psi \rangle } {\displaystyle \langle \psi |O^{2}|\psi \rangle \geq 0} gilt, folgt
{\displaystyle 0\leq \langle jm|J_{x}^{2}+J_{y}^{2}|jm\rangle =\langle jm|J^{2}-J_{3}^{2}|jm\rangle =\hbar ^{2}(j(j+1)-m^{2})}.
Das bedeutet, für gegebenes {\displaystyle j} ist {\displaystyle m} beschränkt. Es existieren also zwei Zustände mit minimaler und maximaler magnetischer Quantenzahl. Die Leiteroperatoren angewandt auf diese Zustände müssen daher den Nullvektor ergeben. Dies liefert aus den Normierungskonstanten {\displaystyle c_{\pm }} die Bedingungen:
{\displaystyle {\begin{aligned}J_{+}|jm_{\mathrm {max} }\rangle &=0\Rightarrow j(j+1)=m_{\mathrm {max} }(m_{\mathrm {max} }+1)\\J_{-}|jm_{\mathrm {min} }\rangle &=0\Rightarrow j(j+1)=m_{\mathrm {min} }(m_{\mathrm {min} }-1)\end{aligned}}}
und folglich
{\displaystyle (m_{\mathrm {max} }+m_{\mathrm {min} })(m_{\mathrm {max} }-m_{\mathrm {min} }+1)=0},
sodass
{\displaystyle m_{\mathrm {max} }=-m_{\mathrm {min} }=j}.
Da die Leiteroperatoren die magnetische Quantenzahl um genau Eins erhöhen oder erniedrigen, muss nach einer {\displaystyle 2j}-fachen Anwendung von {\displaystyle J_{+}} auf {\displaystyle |jm_{\mathrm {min} }\rangle } der Zustand {\displaystyle |jm_{\mathrm {max} }\rangle } erreicht werden. Dies funktioniert nur für ganz- oder halbzahlige Wert von {\displaystyle j}. Somit nehmen sowohl die magnetische als auch die Drehimpulsquantenzahl diskrete ganz- oder halbzahlige Werte an.
Der Bahndrehimpuls nimmt immer ganzzahlige Werte an, was aus den definierenden Kommutatorrelationen zusammen mit der Eigenschaft {\displaystyle ({\vec {L}}\cdot {\vec {r}})=({\vec {L}}\cdot {\vec {p}})=0} zu folgern ist. Der Spin kann sowohl ganz- oder halbzahlig sein. Teilchen mit ganzzahligem Spin heißen Bosonen, solche mit halbzahligem Fermionen.

### Ausrichtung und Richtungsquantelung
Der Erwartungswert des Drehimpulsoperators ist der räumliche Vektor {\displaystyle \langle {\vec {J}}\rangle =(\langle {\vec {J_{x}}}\rangle ,\;\langle {\vec {J_{y}}}\rangle ,\;\langle {\vec {J_{z}}}\rangle )}. Für einen  Eigenzustand {\displaystyle |jm\rangle } ist  {\displaystyle \langle {\vec {J}}\rangle =(0,0,\hbar m)} und steht parallel oder antiparallel zur {\displaystyle z}-Achse. Daher heißen diese Zustände ausgerichtet zur {\displaystyle z}-Achse. Der Betrag dieses Vektors ist
{\displaystyle |\langle {\vec {J}}\rangle |=\hbar |m|}
und hängt nur von {\displaystyle m} ab statt von {\displaystyle j}. Einen von {\displaystyle m} unabhängigen Ausdruck für die Länge erhält man über das Quadrat des Drehimpulsoperators:
{\displaystyle {\sqrt {\langle J^{2}\rangle }}=\hbar {\sqrt {j(j+1)}}}
Auch bei maximaler (oder minimaler) Ausrichtung ({\displaystyle m=\pm j}) erreicht der Erwartungswert nicht die Länge des Drehimpulsvektors. Dies kann anschaulich begründet werden: Wenn der Drehimpulsvektor im Raum parallel zur {\displaystyle z}-Achse ausgerichtet wäre, dann wären seine {\displaystyle x}- und {\displaystyle y}-Komponenten Null und somit ohne Unschärfe bestimmt. Das würde im Widerspruch zur Inkommensurabilität stehen.
Für die Quadrate der Operatoren für die x- und y-Komponente und deren Erwartungswerte gilt
{\displaystyle \langle {J}_{x}^{2}\rangle +\langle {J}_{y}^{2}\rangle =\hbar ^{2}(j(j+1)-m^{2})\geq \hbar ^{2}j}.
Anschaulich liegt der Drehimpulsvektor daher auf einem Kegel mit Höhe {\displaystyle \hbar m} und Radius {\displaystyle \hbar {\sqrt {j(j+1)-m^{2}}}}, wobei die Spitze des Kegels im Ursprung liegt. Radius und Höhe sind vorgegeben, aber man kann nicht sagen, dass sich der Drehimpulsvektor auf diesem Kegel an einer Stelle befinde, geschweige denn, an welcher Stelle.
Daher unterscheidet sich der quantenmechanische Drehimpuls von einem der Anschaulichkeit zugänglichen Vektor im dreidimensionalen Raum: Er kann zu keiner Achse parallel liegen in dem Sinn, dass seine Komponente längs dieser Achse genau so groß ist wie sein Betrag oder Länge. Trotzdem wird in physikalischen Texten die maximal mögliche Ausrichtung {\displaystyle m=j} vereinfacht oft als „Parallelstellung“ bezeichnet.
Der Öffnungswinkel des Kegels, also der Winkel zwischen {\displaystyle z}-Achse und Drehimpulsvektor, ist durch
{\displaystyle \cos \vartheta ={\frac {\langle J_{3}\rangle }{\sqrt {\langle J^{2}\rangle }}}={\frac {m}{\sqrt {j(j+1)}}}}
gegeben. Die diskreten Eigenwerte {\displaystyle m} der z-Komponente kann man sich demnach so veranschaulichen, dass der Drehimpulsvektor in diesen Zuständen nur bestimmte Winkel zur z-Achse einnehmen kann. Dies wird als Richtungsquantelung bezeichnet. Der kleinste mögliche Winkel ist gegeben durch
{\displaystyle \cos \vartheta _{\mathrm {min} }={\frac {j}{\sqrt {j(j+1)}}}={\sqrt {1-{\frac {1}{j+1}}}}}.
Für große Werte des Drehimpulses strebt {\displaystyle \vartheta } gegen Null. Dies ist mit dem klassischen Limes verträglich, in dem alle Komponenten des Drehimpulses exakt messbar sind und der Drehimpuls entsprechend keine Unschärfe in den {\displaystyle x,y}-Komponenten hat. Für den kleinsten (nicht verschwindenden) quantenmechanischen Drehimpuls {\displaystyle j={\tfrac {1}{2}}} ist jedoch {\displaystyle \vartheta _{\mathrm {min} }>45^{\circ }}, was der anschaulich eher „parallel“ zur x-y-Ebene entspricht als zur z-Achse.

### Anschauliches Verhalten bei Drehungen und Spiegelung
Der Drehimpulsoperator {\displaystyle {\vec {J}}=({J}_{x},{J}_{y},{J}_{z})} entspricht in einigen Aspekten dem anschaulichen Bild des klassischen Drehimpulses. Insbesondere verhält er sich bei Drehung des Koordinatensystems genau wie jeder andere Vektor, d. h. seine drei Komponenten {\displaystyle ({J'_{x}},{J'_{y}},{J'_{z}})} längs der neuen Koordinatenachsen sind Linearkombinationen der drei Operatoren {\displaystyle ({J_{x}},{J_{y}},{J_{z}})} längs der alten Achsen. Auch gilt {\displaystyle {J}_{x}^{2}+{J}_{y}^{2}+{J}_{z}^{2}={J'}_{x}^{2}+{J'}_{y}^{2}+{J'}_{z}^{2}}, so dass die Quantenzahl {\displaystyle j} erhalten bleibt. Die Gleichheit gilt auch (in einem beliebigen Zustand des betrachteten Systems) für die drei Erwartungswerte {\displaystyle \langle {\vec {J}}\rangle }. Daher bleibt die Länge des Erwartungswerts des Drehimpulsvektors {\displaystyle |\langle {\vec {J}}\rangle |} bei Drehungen des Koordinatensystems (oder des Zustands) gleich.
Bei Spiegelung des Koordinatensystems verhalten sich der Drehimpulsoperator und sein Erwartungswert ebenfalls genauso wie der mechanische Drehimpulsvektor. Sie bleiben als axiale Vektoren gleich. Axiale Vektoren heißen auch Pseudovektoren.

### Zustände im Gegensatz zur Anschauung
Der Betrag des Erwartungswert-Vektors {\displaystyle \langle {\vec {J}}\rangle } bleibt zwar bei allen Drehungen und Spiegelungen des Systems gleich, es gibt aber für Quantenzahlen {\displaystyle j{\mathord {\geq }}1} Zustände zur selben Quantenzahl, bei denen der Vektor eine andere Länge hat, und die demnach nicht durch Drehung und Spiegelungen ineinander überführt werden können. Z. B. ist in einem Zustand {\displaystyle \vert j,m\rangle } der Erwartungswert {\displaystyle \langle {\vec {J}}\rangle {\mathord {=}}(m\hbar ,\,0,\,0)} und sein Betrag {\displaystyle \vert \langle {\vec {J}}\rangle \vert =\vert m\hbar \vert }. Das kann je nach Wert von {\displaystyle m} verschiedene Werte ergeben, außer in den Fällen {\displaystyle j{\mathord {=}}0} und {\displaystyle j{\mathord {=}}{\tfrac {1}{2}}}. Für {\displaystyle m{\mathord {=}}0} ergibt sich die Länge {\displaystyle \vert \langle {\vec {J}}\rangle \vert =0} zu Null. Die Länge Null ergibt sich für den Erwartungswert des Drehimpulsvektors auch bei Zuständen wie {\displaystyle \left(\vert j,m\rangle +\vert j,\,-m\rangle \right)}, sofern {\displaystyle |m|\geq 1} und damit für die Erwartungswerte weiterhin {\displaystyle \langle {J}_{x}\rangle {\mathord {=}}\langle {J}_{y}\rangle {\mathord {=}}0} gilt. In solchen Zuständen zeigt das System ein sog. „alignment“, zu deutsch „Ausrichtung“ (wobei das deutsche Wort aber oft ganz allgemein für den Fall benutzt wird, dass das System anhand seiner Eigenzustände {\displaystyle \vert j,m\rangle } in Bezug auf eine vorher gewählte z-Achse betrachtet werden soll).
Im Fall {\displaystyle j={\tfrac {1}{2}}} gilt (s. Abschnitt „Spin 1/2 und dreidimensionaler Vektor“ im Artikel Spin), dass in jedem möglichen gegebenen Zustand der Erwartungswert des Drehimpulsoperators die Länge {\displaystyle {\tfrac {1}{2}}\hbar } hat und sich eine Richtung im Raum angeben lässt, relativ zu der diesem Zustand die Quantenzahl {\displaystyle m{\mathord {=}}{\mathord {+}}{\tfrac {1}{2}}} zuzuordnen ist.

### Unterschied von Bahn- und Eigendrehimpuls
Bahndrehimpuls und Eigendrehimpuls wechselwirkeln unterschiedlich mit externen Magnetfeldern. Der Hamiltonoperator {\displaystyle {\mathcal {H}}} eines Teilchens in einem externen Magnetfeld ist nach der Pauli-Gleichung
{\displaystyle {\mathcal {H}}={\frac {({\vec {p}}-q{\vec {A}})^{2}}{2m}}-g{\frac {q}{2m}}{\vec {S}}\cdot {\vec {B}}}
mit der elektrischen Ladung des Teilchens {\displaystyle q}, seiner Masse {\displaystyle m},  dem Vektorpotential {\displaystyle {\vec {A}}} und der magnetischen Flussdichte {\displaystyle {\vec {B}}}. Der Faktor {\displaystyle g} heißt gyromagnetischer Faktor. In einem homogenen, schwachen Magnetfeld kann diese Formel als
{\displaystyle {\mathcal {H}}={\frac {p^{2}}{2m}}-{\frac {q}{2m}}({\vec {L}}+g{\vec {S}})\cdot {\vec {B}}}
geschrieben werden. Der Eigendrehimpuls koppelt somit mit einem Faktor {\displaystyle g} stärker an ein externes homogenes Magnetfeld als der Bahndrehimpuls. Für elementare Fermionen, für die die Pauli-Gleichung gilt, kann die unterschiedliche Form der Kopplung und der anomale Spin-g-Faktor {\displaystyle g=2} in erster Näherung aus der Dirac-Gleichung hergeleitet werden.

## Darstellungen

### Ortsdarstellung des Bahndrehimpulses
In der Ortsdarstellung hat der Ortsoperator die Form {\displaystyle {\vec {r}}={\vec {r}}} und der Impulsoperator die Form {\displaystyle {\vec {p}}=-\mathrm {i} \hbar {\vec {\nabla }}}. Daraus folgt für die Komponenten des Bahndrehimpulsoperators in kartesischen Koordinaten
{\displaystyle {\begin{aligned}L_{1}&=-\mathrm {i} \hbar (y\partial _{z}-z\partial _{y})\\L_{2}&=-\mathrm {i} \hbar (z\partial _{x}-x\partial _{z})\\L_{3}&=-\mathrm {i} \hbar (x\partial _{y}-y\partial _{x})\end{aligned}}}
und in Kugelkoordinaten
{\displaystyle {\begin{aligned}L_{1}&=\mathrm {i} \hbar (\sin \varphi \partial _{\theta }+\cot \theta \cos \varphi \partial _{\varphi })\\L_{2}&=\mathrm {i} \hbar (-\cos \varphi \partial _{\theta }+\cot \theta \sin \varphi \partial _{\varphi })\\L_{3}&=-\mathrm {i} \hbar \partial _{\varphi }\end{aligned}}}.
Das Quadrat des Bahndrehimpulsoperators hat in Kugelkoordinaten die Form
{\displaystyle L^{2}=-\hbar ^{2}\left({\frac {1}{\sin \theta }}\partial _{\theta }\sin \theta \partial _{\theta }+{\frac {1}{\sin ^{2}\theta }}\partial _{\varphi }^{2}\right)}
und entspricht dem Winkelanteil des Laplace-Operators (bis auf die Konstante {\displaystyle -\hbar ^{2}}).  Die Kugelflächenfunktionen {\displaystyle Y_{lm}(\theta ,\varphi )} sind damit die Eigenfunktionen des Winkelanteils und somit von {\displaystyle L^{2}}. Es ergibt sich, dass die Kugelflächenfunktionen bereits Eigenfunktionen von {\displaystyle L_{3}} sind und keine zusätzliche Diagonalisierung zu gemeinsamen Eigenfunktionen stattfinden muss. Die Indizes der Kugelflächenfunktionen korrespondieren dabei zu den Quantenzahlen des Bahndrehimpulsoperators
{\displaystyle {\begin{aligned}L^{2}Y_{lm}(\theta ,\varphi )&=\hbar ^{2}l(l+1)Y_{lm}(\theta ,\varphi )\\L_{3}Y_{lm}(\theta ,\varphi )&=\hbar mY_{lm}(\theta ,\varphi )\end{aligned}}}.
Die Drehimpulseigenzustände in Ortsdarstellung sind entsprechend die Kugelflächenfunktionen
{\displaystyle \langle r\theta \varphi |lm\rangle =f(r)\;Y_{lm}(\theta ,\varphi )},
multipliziert mit einer beliebigen Radialfunktion {\displaystyle f(r)}.
Da im Eigenwertproblem zum Laplace-Operator die Indizes {\displaystyle l} und {\displaystyle m} auf ganzzahlige Werte beschränkt sind, können die Quantenzahlen des Bahndrehimpulses ebenfalls nur ganzzahlige Werte annehmen. Da diese Eigenschaft unabhängig von der gewählten Darstellung gelten muss, ist dies eine generelle Aussage.
Die Leiteroperatoren erhält man in Kugelkoordinaten durch das Einsetzen in die Definition und die Eulersche Formel zu
{\displaystyle L_{\pm }=\hbar \exp(\pm \mathrm {i} \varphi )\left(\pm \partial _{\theta }+\mathrm {i} \cot \theta \partial _{\varphi }\right)}.

### Matrixdarstellung
Für ein festes {\displaystyle j} existieren {\displaystyle 2j+1} Zustände {\displaystyle |jm\rangle }, sodass eine {\displaystyle 2j+1}-dimensionale Basis des Vektorraums existiert. Die Matrixelemente des Drehimpulsoperators sind daher
{\displaystyle {\begin{aligned}\langle j'm'|J^{2}|jm\rangle &=\hbar ^{2}j(j+1)\langle j'm'|jm\rangle =\hbar ^{2}j(j+1)\delta _{jj'}\delta _{mm'}\\\langle j'm'|J_{3}|jm\rangle &=\hbar m\langle j'm'|jm\rangle =\hbar m\delta _{jj'}\delta _{mm'}\end{aligned}}},
wobei {\displaystyle \delta } das Kronecker-Delta ist. In der Standardbasis
{\displaystyle |jj\rangle ={\begin{pmatrix}1\\0\\\vdots \\0\end{pmatrix}}\qquad |j,j-1\rangle ={\begin{pmatrix}0\\1\\\vdots \\0\end{pmatrix}}\qquad |j,-j\rangle ={\begin{pmatrix}0\\0\\\vdots \\1\end{pmatrix}}}
sind die Drehimpulsoperatoren zu festem {\displaystyle j} daher {\displaystyle 2j+1}-dimensionale quadratische Diagonalmatrizen
{\displaystyle {\begin{aligned}J^{2}&=\hbar ^{2}j(j+1){\begin{pmatrix}1&0&\cdots &0\\0&1&\cdots &0\\\vdots &\cdots &\ddots &0\\0&0&0&1\end{pmatrix}}\\J_{3}&=\hbar {\begin{pmatrix}j&0&\cdots &0\\0&j-1&\cdots &0\\\vdots &\cdots &\ddots &0\\0&0&0&-j\end{pmatrix}}\end{aligned}}}.
Die beiden Leiteroperatoren sind
{\displaystyle \langle j'm'|J_{\pm }|jm\rangle =\hbar {\sqrt {j(j+1)-m(m\pm 1)}}\langle j'm'|j,m\pm 1\rangle =\hbar {\sqrt {j(j+1)-m(m\pm 1)}}\delta _{jj'}\delta _{m\pm 1,m'}},
haben also nur Einträge auf der ersten Nebendiagonalen. Aus diesen können dann die beiden anderen Drehimpulsoperatoren {\displaystyle J_{1}} und {\displaystyle J_{2}} abgeleitet werden.
Für freie Werte der Drehimpulsquantenzahl {\displaystyle j} existiert keine endlichdimensionale Darstellung, da diese nach oben nicht beschränkt ist. Da die Drehimpulsoperatoren Zustände zu verschiedenen Drehimpulsquantenzahlen jedoch nicht mischen, ist der zugehörige Vektorraum die direkte Summe der Vektorräume zu festen Drehimpulsquantenzahlen und die unendlichdimensionale Darstellungsmatrix somit blockdiagonal. Ihre Blöcke haben die Größe {\displaystyle 2j+1} und sind die Matrizen der Drehimpulsoperatoren für feste Drehimpulsquantenzahl.
Als Beispiel für die Matrixdarstellung kann der Spinoperator für ein Teilchen mit Spin ½ dienen. Dieser Spinoperator hat insbesondere keine Ortsdarstellung. Man findet
{\displaystyle {\begin{aligned}J^{2}(j={\tfrac {1}{2}})&={\frac {3}{4}}\hbar ^{2}{\begin{pmatrix}1&0\\0&1\end{pmatrix}}={\frac {3}{4}}\hbar ^{2}\sigma _{0}\\J_{3}(j={\tfrac {1}{2}})&={\frac {1}{2}}\hbar {\begin{pmatrix}1&0\\0&-1\end{pmatrix}}={\frac {1}{2}}\hbar \sigma _{3}\\J_{+}(j={\tfrac {1}{2}})&=\hbar {\begin{pmatrix}0&1\\0&0\end{pmatrix}}\\J_{-}(j={\tfrac {1}{2}})&=\hbar {\begin{pmatrix}0&0\\1&0\end{pmatrix}}\\J_{1}(j={\tfrac {1}{2}})&={\frac {1}{2}}\hbar {\begin{pmatrix}0&1\\1&0\end{pmatrix}}={\frac {1}{2}}\hbar \sigma _{1}\\J_{2}(j={\tfrac {1}{2}})&={\frac {1}{2}}\hbar {\begin{pmatrix}0&-\mathrm {i} \\\mathrm {i} &0\end{pmatrix}}={\frac {1}{2}}\hbar \sigma _{2}\end{aligned}}},
wobei {\displaystyle \sigma } die Pauli-Matrizen sind.

## Drehimpulsoperatoren und die Drehgruppe
Da die Drehimpulsoperatoren Elemente einer Lie-Algebra sind, sind sie die Erzeuger einer Lie-Gruppe. Die von den Drehimpulsoperatoren erzeugten Lie-Gruppen sind die spezielle unitäre Gruppe in zwei Dimensionen {\displaystyle SU(2)} und die dazu isomorphe spezielle orthogonale Gruppe in drei Dimensionen {\displaystyle SO(3)}. Diese beiden Gruppen heißen auch Drehgruppen, da ihre Elemente die Drehmatrizen sind.
Die Elemente der Lie-Gruppe erhält man durch Anwendung des Matrixexponentials auf die Elemente der Lie-Algebra, in diesem Fall also
{\displaystyle R_{i}(\phi )=\exp({\tfrac {\mathrm {i} }{\hbar }}\phi J_{i})}.
Diese Gleichung ist unabhängig von der gewählten Darstellung der Lie-Algebra oder der Lie-Gruppe. Im Fall der adjungierten Darstellung der {\displaystyle SO(3)} wird der Zusammenhang zwischen Drehimpulsoperator und der Drehung im dreidimensionalen Raum leicht ersichtlich. In der adjungierten Darstellung sind die Darstellungsmatrizen die Strukturkonstanten, das heißt, {\displaystyle {(J_{k}^{\mathrm {adj} })}_{ij}=\mathrm {i} \hbar \varepsilon _{ijk}}. Der Drehimpulsoperator {\displaystyle J_{3}} hat dort also die Darstellungsmatrix
{\displaystyle J_{3}^{\mathrm {adj} }=\hbar {\begin{pmatrix}0&\mathrm {i} &\\-\mathrm {i} &0&\\&&0\end{pmatrix}}}.
Das entsprechende Element der Lie-Gruppe ist
{\displaystyle R_{3}(\phi )={\begin{pmatrix}\cos \phi &-\sin \phi &\\\sin \phi &\cos \phi &\\&&1\end{pmatrix}}},
was der Drehung eines Vektors im dreidimensionalen Raum um die {\displaystyle z}-Achse entspricht. Die Rechnung ist für die beiden anderen Drehimpulsoperatoren analog.
Eine allgemeine Drehung kann zum Beispiel mittels der drei Eulerwinkel parametrisiert werden,
{\displaystyle R(\phi ,\theta ,\psi )=R_{3}(\phi )R_{1}(\theta )R_{3}(\psi )=\exp({\tfrac {\mathrm {i} }{\hbar }}\phi J_{3})\exp({\tfrac {\mathrm {i} }{\hbar }}\theta J_{1})\exp({\tfrac {\mathrm {i} }{\hbar }}\psi J_{3})},
und mithilfe der Baker-Campbell-Hausdorff-Formel in ein einziges Exponential über eine Summe von Drehimpulsoperatoren mit den entsprechenden Koeffizienten umgeschrieben werden. Stellt man die allgemeine Drehung durch die Richtung der Achse und den Betrag des Drehwinkels dar – zusammengefasst in einem Vektor {\displaystyle {\vec {\alpha }}} –, entspricht das Ergebnis dem einfachen Operator einer Drehung um eine Achse
{\displaystyle R({\vec {\alpha }})=\exp({\tfrac {\mathrm {i} }{\hbar }}{\vec {\alpha }}\cdot {\vec {J}})}.

## Addition von Drehimpulsen
Man geht von zwei Drehimpulsen mit den Operatoren {\displaystyle {\vec {J}}_{1}} und {\displaystyle {\vec {J}}_{2}} aus, zu denen jeweils die Quantenzahlen {\displaystyle j_{1}} und {\displaystyle m_{1}} bzw. {\displaystyle j_{2}} und {\displaystyle m_{2}} gehören. Jeder dieser Drehimpulse hat seinen eigenen Eigenraum, der durch die Eigenvektoren {\displaystyle \left|j_{1},m_{1}\right\rangle } zu {\displaystyle {\vec {J}}_{1}^{2},{J}_{1z}} bzw. {\displaystyle \left|j_{2},m_{2}\right\rangle } zu {\displaystyle {\vec {J}}_{2}^{2},{J}_{2z}} aufgespannt wird. Die Drehimpulse vertauschen untereinander {\displaystyle [{\vec {J}}_{1},{\vec {J}}_{2}]=0}.
Nun koppeln die beiden Drehimpulse zu einem Gesamtdrehimpuls:
{\displaystyle {\vec {J}}={\vec {J}}_{1}+{\vec {J}}_{2}}
Somit gilt automatisch {\displaystyle {J}_{z}={J}_{1z}+{J}_{2z}}. Die Zustände des Gesamtsystems bilden den Produktraum (tensorielles Produkt) der Zustände der Einzelsysteme. Darin bilden die Produkte der Basiszustände {\displaystyle \left|j_{i},m_{i}\right\rangle } der Einzelsysteme eine Basis:
{\displaystyle \left|j_{1},m_{1}\right\rangle \otimes \left|j_{2},m_{2}\right\rangle \equiv \left|j_{1},m_{1};j_{2},m_{2}\right\rangle }
Allerdings sind dies (meistens) keine Eigenvektoren des Gesamtdrehimpulses {\displaystyle {\vec {J}}^{2}}, so dass er in dieser Basis keine Diagonalgestalt besitzt. Daher geht man über vom vollständigen Satz kommutierender Operatoren {\displaystyle {\vec {J}}_{1}^{2},{J}_{1z},{\vec {J}}_{2}^{2},{J}_{2z}} mit den Eigenzuständen {\displaystyle \left|j_{1},m_{1};j_{2},m_{2}\right\rangle } zum vollständigen Satz kommutierender Operatoren {\displaystyle {\vec {J}}^{2},{J}_{z},{\vec {J}}_{1}^{2},{\vec {J}}_{2}^{2}} mit den Eigenzuständen {\displaystyle \left|J,M,j_{1},j_{2}\right\rangle }. In der neuen Basis hat der Gesamtdrehimpuls wieder eine einfache Diagonalgestalt:
{\displaystyle {\vec {J}}^{2}\left|J,M,j_{1},j_{2}\right\rangle =\hbar ^{2}J(J+1)\left|J,M,j_{1},j_{2}\right\rangle }
{\displaystyle {J}_{z}\left|J,M,j_{1},j_{2}\right\rangle =\hbar M\left|J,M,j_{1},j_{2}\right\rangle }
Die Quantenzahlen zum Gesamtdrehimpuls {\displaystyle J} und {\displaystyle M} können folgende Werte annehmen:
{\displaystyle J=|j_{1}-j_{2}|,\ |j_{1}-j_{2}|+1,\dots ,j_{1}+j_{2}}
{\displaystyle M=m_{1}+m_{2}=-J,\dots ,J}.
Den Übergang von der Produktbasis {\displaystyle \left|j_{1},m_{1};j_{2},m_{2}\right\rangle } in die Eigenbasis {\displaystyle \left|J,M,j_{1},j_{2}\right\rangle } geschieht über folgende Entwicklung (Ausnutzen der Vollständigkeit der Produktbasis):
{\displaystyle \left|J,M,j_{1},j_{2}\right\rangle =\sum _{m_{1},m_{2}}\left|j_{1},m_{1};j_{2},m_{2}\right\rangle \langle \ j_{1},m_{1};j_{2},m_{2}|J,M,j_{1},j_{2}\rangle }
Dabei sind {\displaystyle \langle \ j_{1},m_{1};j_{2},m_{2}|J,M,j_{1},j_{2}\rangle } die Clebsch-Gordan-Koeffizienten.

### Spin-Bahn-Kopplung
Es wird ein 1/2-Spin mit einem Bahndrehimpuls gekoppelt.
{\displaystyle {\vec {J}}={\vec {L}}+{\vec {S}}}
Die Spinquantenzahlen sind auf {\displaystyle \,s={\tfrac {1}{2}}} und {\displaystyle \,m_{s}=\pm {\tfrac {1}{2}}} beschränkt, die Bahndrehimpulsquantenzahlen sind {\displaystyle l\in \mathbb {N} _{0}} und {\displaystyle m_{l}=-l,\dots ,l\!\,}. Somit kann die Gesamtdrehimpulsquantenzahl {\displaystyle J} nur die folgenden Werte annehmen:
- für {\displaystyle \,l>0}: {\displaystyle J=l\pm {\tfrac {1}{2}}}
- für {\displaystyle \,l=0}: {\displaystyle J={\tfrac {1}{2}}}.

Jeder Zustand der Gesamtdrehimpulsbasis {\displaystyle \left|J,M,l,s\right\rangle } setzt sich aus genau zwei Produktbasiszuständen zusammen. Zu gegebenen {\displaystyle M=m_{l}+m_{s}=m_{l}\pm {\tfrac {1}{2}}} kann nur {\displaystyle m_{l}=M\mp {\tfrac {1}{2}}} sein.
{\displaystyle \left|l+{\tfrac {1}{2}},M,l,{\tfrac {1}{2}}\right\rangle =\alpha _{+}\left|l,M-{\tfrac {1}{2}};\,{\tfrac {1}{2}},+{\tfrac {1}{2}}\right\rangle +\beta _{+}\left|l,M+{\tfrac {1}{2}};\,{\tfrac {1}{2}},-{\tfrac {1}{2}}\right\rangle }   für   {\displaystyle J=l+{\tfrac {1}{2}}}
{\displaystyle \left|l-{\tfrac {1}{2}},M,l,{\tfrac {1}{2}}\right\rangle =\alpha _{-}\left|l,M-{\tfrac {1}{2}};\,{\tfrac {1}{2}},+{\tfrac {1}{2}}\right\rangle +\beta _{-}\left|l,M+{\tfrac {1}{2}};\,{\tfrac {1}{2}},-{\tfrac {1}{2}}\right\rangle }   für   {\displaystyle J=l-{\tfrac {1}{2}}}
Aus der Forderung der Orthonormiertheit der Zustände sind die Koeffizienten festgelegt:
{\displaystyle \alpha _{\pm }=\pm {\frac {\sqrt {l+{\tfrac {1}{2}}\pm M}}{\sqrt {2l+1}}}}   für   {\displaystyle \beta _{\pm }={\frac {\sqrt {l+{\tfrac {1}{2}}\mp M}}{\sqrt {2l+1}}}}
(Die Vorzeichen sind Konvention.)
Als Beispiel soll der Bahndrehimpuls {\displaystyle l=1\!\,} mit einem Spin {\displaystyle \,s={\tfrac {1}{2}}} gekoppelt werden. Im Folgenden wird abkürzend {\displaystyle \left|J,M,l{=}1,s{=}{\tfrac {1}{2}}\right\rangle =\left|J,M\right\rangle } und für die Produktbasis {\displaystyle \left|l{=}1,m_{l};s{=}{\tfrac {1}{2}},m_{s}{=}{\pm {\tfrac {1}{2}}}\right\rangle =\left|m_{l};{\mathord {\pm }}\right\rangle } geschrieben.
Für {\displaystyle J={\tfrac {3}{2}}} gibt es ein Quartett:
{\displaystyle \left|{\tfrac {3}{2}},+{\tfrac {3}{2}}\right\rangle =\left|1;+\right\rangle }
{\displaystyle \left|{\tfrac {3}{2}},+{\tfrac {1}{2}}\right\rangle ={\sqrt {\tfrac {2}{3}}}\,\left|0;+\right\rangle \,+\,{\sqrt {\tfrac {1}{3}}}\,\left|1;-\right\rangle }
{\displaystyle \left|{\tfrac {3}{2}},-{\tfrac {1}{2}}\right\rangle ={\sqrt {\tfrac {1}{3}}}\,\left|-1;+\right\rangle \,+\,{\sqrt {\tfrac {2}{3}}}\,\left|0;-\right\rangle }
{\displaystyle \left|{\tfrac {3}{2}},-{\tfrac {3}{2}}\right\rangle =\left|-1;-\right\rangle }
Für {\displaystyle J={\tfrac {1}{2}}} gibt es ein Dublett:
{\displaystyle \left|{\tfrac {1}{2}},+{\tfrac {1}{2}}\right\rangle =-{\sqrt {\tfrac {1}{3}}}\,\left|0;+\right\rangle \,+\,{\sqrt {\tfrac {2}{3}}}\,\left|1;-\right\rangle }
{\displaystyle \left|{\tfrac {1}{2}},-{\tfrac {1}{2}}\right\rangle =-{\sqrt {\tfrac {2}{3}}}\,\left|-1;+\right\rangle \,+\,{\sqrt {\tfrac {1}{3}}}\,\left|0;-\right\rangle }

### Spin-Spin-Kopplung
Im Folgenden werden zwei 1/2-Spins gekoppelt.
{\displaystyle {\vec {S}}={\vec {S}}_{1}+{\vec {S}}_{2}}
Die Spinquantenzahlen sind auf {\displaystyle s_{1,2}={\tfrac {1}{2}}} und {\displaystyle m_{s_{1,2}}=\pm {\tfrac {1}{2}}} beschränkt. Somit können die Gesamtspinquantenzahlen {\displaystyle S} und {\displaystyle M_{S}} nur die folgenden Werte annehmen:
- {\displaystyle S=0} , dann {\displaystyle M_{S}=0}
- {\displaystyle S=1} , dann {\displaystyle M_{S}=-1,0,1}

Im Folgenden schreibe abkürzend {\displaystyle \left|S,M_{S},{\tfrac {1}{2}},{\tfrac {1}{2}}\right\rangle =\left|S,M_{S}\right\rangle } und für die Produktbasis {\displaystyle \left|{\tfrac {1}{2}},\pm {\tfrac {1}{2}};{\tfrac {1}{2}},\pm {\tfrac {1}{2}}\right\rangle =\left|\pm ;\pm \right\rangle }
Für {\displaystyle S=1} gibt es ein Triplett:
{\displaystyle \left|1,1\right\rangle =\left|+;+\right\rangle }
{\displaystyle \left|1,0\right\rangle ={\frac {1}{\sqrt {2}}}{\Big (}\left|+;-\right\rangle +\left|-;+\right\rangle {\Big )}}
{\displaystyle \left|1,-1\right\rangle =\left|-;-\right\rangle }
Für {\displaystyle S=0} gibt es ein Singulett:
{\displaystyle |0,0\rangle ={\frac {1}{\sqrt {2}}}{\Big (}|+;-\rangle -|-;+\rangle {\Big )}}